# Arnold J. Damen
Pour les articles homonymes, voir Damen.
Compléments
Damen est considéré comme le fondateur de l'université Loyola’ de Chicago.
Arnold J. Damen, né le 20 mars 1815 à Leur dans le Brabant-Septentrional et décédé le 1er janvier 1890 à Omaha, au Nebraska (États-Unis), est un prêtre jésuite belge, missionnaire aux États-Unis, prédicateur populaire et fondateur de la plus importante paroisse catholique de Chicago, avec son collège Saint-Ignace (en 1870) qui deviendra l'université Loyola.

## Biographie
Né le 20 mars 1815 - Septième d’une fratrie de neuf enfants - Arnold fait des études secondaires classiques dans une école de Turnhout (Belgique), fondée par Pierre de Nef, mécène anversois et grand bienfaiteur des missions jésuites aux États-Unis. L’école est apostolique et a une orientation missionnaire. En octobre 1837 le jeune homme s’embarque au Havre (France) en compagnie du missionnaire jésuite Pierre-Jean De Smet avec un groupe de quatre personnes. A peine arrivé dans le Nouveau Monde il commence son noviciat jésuite à Florissant (Missouri), le 22 novembre 1837.
Les études ecclésiastiques sont brèves en territoire missionnaire et, en 1843, Arnold est ordonné prêtre à Saint-Louis (Missouri). Au cours de ses études il s’attache particulièrement à obtenir une bonne maîtrise de la langue anglaise afin de la parler sans accent étranger. Comme vicaire, puis curé (à partir de 1847) de l’église du collège Saint-Louis, il excelle dans la prédication. Vigoureuse et énergique elle est soutenue par une conviction profonde des vérités de la foi et des obligations de la vie chrétienne.  
Alors qu’il était en mission à Chicago l’évêque Mgr Anthony O'Regan l’invite à y rester pour y créer une paroisse. Le père Damen choisit un terrain au cœur des habitations des immigrés irlandais nouvellement arrivés pour y construire son église. Cette modeste première église entièrement en bois, dédiée à la Sainte Famille est bénie en juillet 1857. Supérieur ensuite de la communauté jésuite de Chicago (1859 à 1870) il met en chantier une nouvelle et beaucoup plus large église, celle que l’on peut voir aujourd'hui. Elle est achevée en 1863. 
Fidèle à l’orientation éducative des Jésuites le père Damen supervise également la construction de cinq écoles primaires et du collège Saint-Ignace, une institution jésuite qui deviendra la ‘Loyola University’ en 1909 Le collège ouvre ses portes en septembre 1870 avec Damen comme premier directeur : il le sera jusqu'en 1872.
Supérieur des Jésuites de l’ensemble de la mission du (1872 à 1879) il attire au catholicisme près de 12 000 personnes, y compris vingt-sept pasteurs protestants. De 1879 à 1884 il est responsable de l’église du Sacré-Cœur de Chicago et de 1884 à 1888 il est missionnaire à Saint-Louis. Finalement il est envoyé au collège de Creighton (Omaha) d’où il continue à donner des missions populaires autant que le lui permet une santé déclinante.   
Le père Arnold Damen meurt à Omaha (Nebraska) le 1er janvier 1890.

## Reconnaissance publique
- Chicago, aux États-Unis a nommé une de ses rues principales la Damen Street (North et South Damen Street). Son village natal également : la Pater Arnold Damenstraat à Etten-Leur.
- Le centre d’activités estudiantines de l’Université Loyola de Chicago a été appelé Damen Student Center.